# 菲奥努拉·弗拉纳根
菲奥努拉·弗拉纳根（英語：Fionnula Flanagan，1941年12月10日—）是一名爱尔兰女演员。曾获得黄金时段艾美奖剧情类最佳女客串演员，以及第9屆愛爾蘭電影電視獎IFTA終身成就獎。